# Sant Galderic de Vinçà
Sant Galderic de Vinçà és una petita capella de carrer de la vila de Vinçà, a la comuna nord-catalana del mateix nom, de la comarca del Conflent.
Està situada al nord-est de la vila vella de Vinçà, al carrer dels Barris, cantonada amb l'avinguda de l'Estació.
És una capella petita, de nau única i sense absis acusat exteriorment. Petita, fa uns quatre metres d'amplada per uns 6,5 de fondària, amb l'absis orientat al nord-oest.